# Actinoptera mundella
Actinoptera mundella es una especie de insecto del género Actinoptera de la familia Tephritidae del orden Diptera.

## Historia
Mario Bezzi la describió científicamente por primera vez en el año 1924.